# Pitcairnia verrucosa
Pitcairnia verrucosa är en gräsväxtart som beskrevs av Lyman Bradford Smith. Pitcairnia verrucosa ingår i släktet Pitcairnia och familjen Bromeliaceae. Inga underarter finns listade i Catalogue of Life.